# Tripel Karmeliet
Tripel Karmeliet (Holandês para "Carmelita Tripla") é uma cerveja dourada belga com alta graduação alcoolica(8.4%), feita pela Brouwerij Bosteels em Buggenhout, Bélgica. Iniciou a produção em 1996 e usa três cereais: trigo, aveia e malte.
A cerveja é feita de acordo com uma receita de 1679 de um antigo convento Carmelita em Dendermonde.

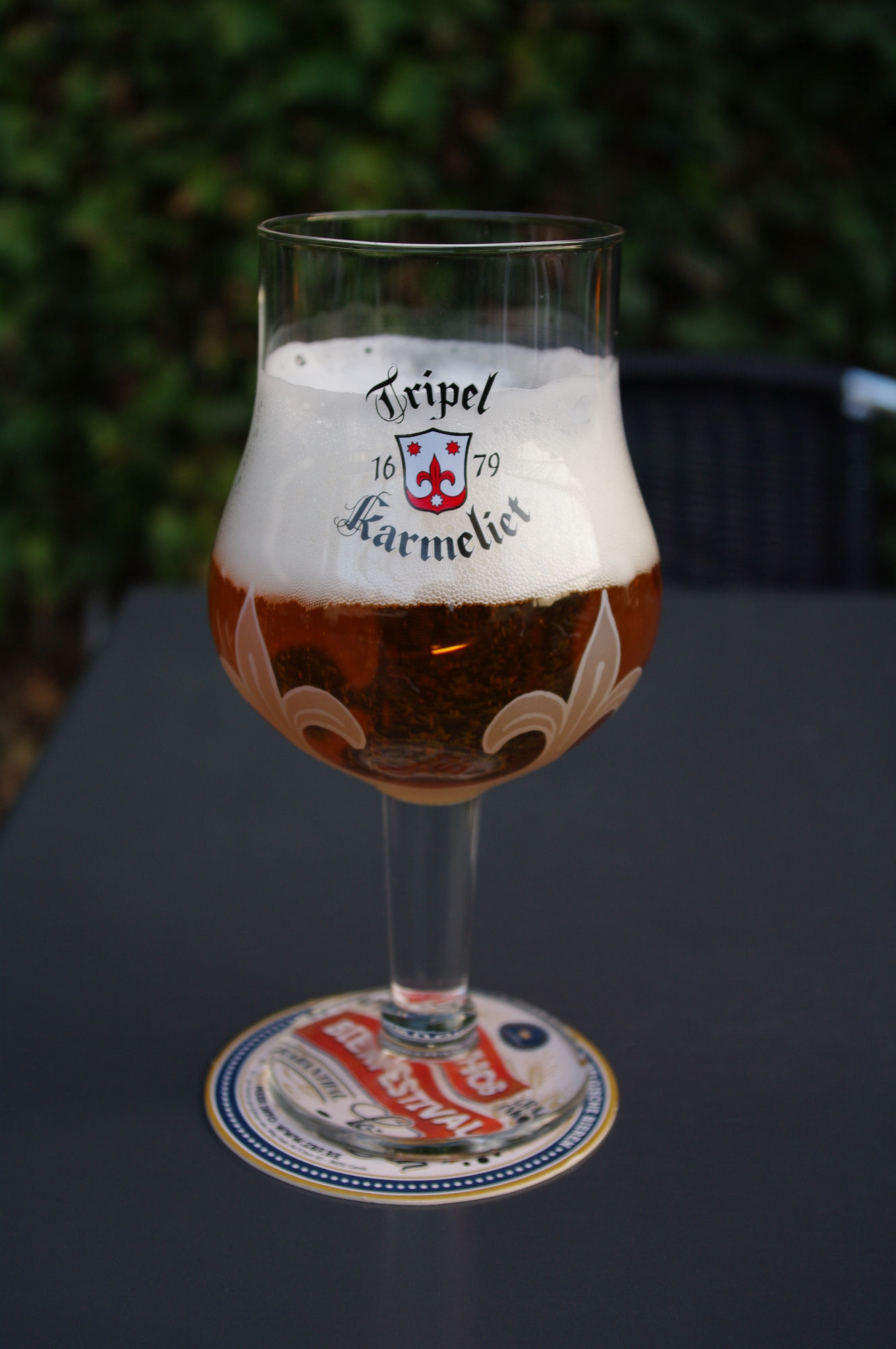
Taça de Tripel Karmeliet

## Prêmios
- World Beer Awards 2008 – "World Best Ale",  "World Best Pale Ale", "World Best Abbey Ale (Pale)"'[2][3]
- World Beer Cup 2002 – Prata na categoria Best Belgian-Style Tripel
- World Beer Cup 1998 – Ouro na categoria Best Belgian-Style Tripel